# Friedrich Mook
Friedrich Mook (* 29. September 1844 in Bergzabern; † 13. Dezember 1880 in den Fluten des Jordans) war ein deutscher Schriftsteller, Theologe, Ägyptologe und Forschungsreisender.

## Leben
Friedrich Mook studierte an der Universität Tübingen Theologie und Philosophie. 1865 wurde er Mitglied des Corps Franconia Tübingen. Er wurde um 1868 zum Dr. phil. promoviert, ging anschließend zu Studienzwecken nach Utrecht, war für kurze Zeit Vikar, nahm eine kurze Tätigkeit als Redakteur an und studierte anschließend in Berlin Medizin. Nach der Teilnahme am Deutsch-Französischen Krieg, in dem er verschiedene Auszeichnungen erhielt, ging er als Schriftsteller nach Heidelberg. In den Jahren 1872 und 1873 war er Sprecher der freien Gemeinde in Nürnberg. Anschließend nahm er das Medizinstudium in Heidelberg wieder auf, absolvierte Reisen nach Frankreich, in die Schweiz, nach Italien sowie eine Reise nach Afrika und Asien. 1875 legte er in Würzburg das medizinische Staatsexamen ab. In den folgenden Jahren unternahm er fünf weitere Forschungsreisen nach Afrika und Asien. Durch seine Sammlungen antiker Gegenstände, die er verschiedenen Museen zukommen ließ, und seine Schrift Ägyptens vormetallische Zeit erlangte er den Ruf eines anerkannten Ägyptologen. Zu Beginn einer auf drei Jahre konzipierten Welt-Forschungsreise von Emil Riebeck, der er sich angeschlossen hatte, ertrank Mook am 13. Dezember 1880 in den Fluten des Jordans.
Mook war auch als Dichter tätig. Seine Gedichte wurden teilweise von seinem Bruder Kurt Mook posthum herausgegeben.

## Schriften
- Die incriminirten Predigten. Verlag von A. H. Gottschick-Witter’s Buchhandlung, Neustadt a. d. Haardt 1870, (Digitalisat).
- mit Anton Memminger: Reden gehalten bei der Beerdigung von Ludwig Feuerbach von Dr. Fr. Mook und A. Memminger am 15. September. s. n., 1872, (Digitalisat).
- Das Leben Jesu. Für das Volk bearbeitet. 2 Bände[2]. Verlags-Magazin, Zürich 1872–1873;
  - Theil 1. A.: Die Jugendgeschichte. 1872;
  - Theil 1. B.: Die Dogmen der Vorgeschichte. 1873.
- „Obdachlos“ im Harnisch. Dem Stadtesel von Nürnberg gewidmet. Selbstverlag, Nürnberg 1872, (Digitalisat).
- Anton Memminger, Redakteur des „Fürther demokratischen Wochenblattes“. Eine social-demokratische Charakterstudie. Selbstverlag, Mannheim 1873.
- mit Kurt Mook: Minne-Lieder. Verlag der C. H. Zeh’schen Buchhandlung, Nürnberg 1873, (Digitalisat).
- Theophrastus Paracelsus. Eine kritische Studie. Verlag der J. Staudinger’schen Buchhandlung, Würzburg 1875, (Digitalisat).
- Aegyptens vormetallische Zeit. Verlag der J. Staudinger’schen Buchhandlung, Würzburg 1880, (Digitalisat).
- Wie Herr Geheimrath Dr. Virchow wissenschaftliche Polemik treibt. s. n., Lohr a. M. 1880, (Digitalisat).
- Lieder aus der Fremde. Herausgegeben Kurt Mook. Staudinger, Würzburg 1881, (Digitalisat).